# 同广高速动车组列车

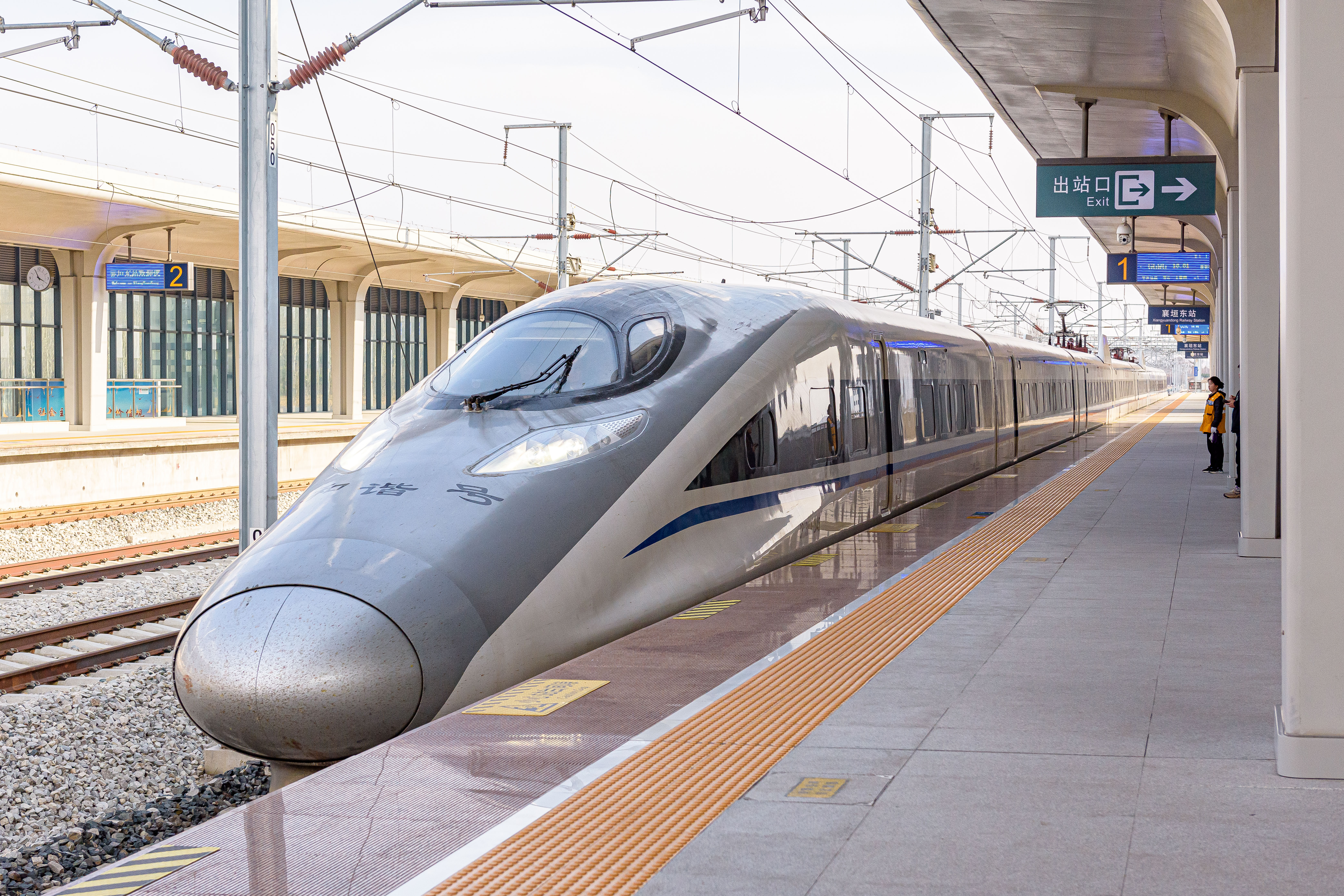
G696次列车驶入襄垣东站（2024年3月）

同广高速动车组列车是中国铁路运行于山西省大同市大同南站及广东省省会广州市广州南站的高速动车组列车，自2018年7月1日起开行，客运里程2347公里，途经山西省、河南省、湖北省、湖南省、广东省五省，客运里程2347公里，列车客运乘务由太原局集团太原客运段担当。其中大同南站至广州南站运行12小时44分，使用车次为G695次；广州南站至大同南站运行12小时47分，使用车次为G696次。

## 历史
2018年7月1日，新增太原南～长沙南G698/695、G696/697次列车。
2021年1月20日，配合郑太高速铁路焦作至太原南段开通，原太原南～长沙南G698/695、G696/697次车次调整为G695/696次，太原南站至二郎庙线路所间改经郑太客运专线、京广铁路、陇海铁路、郑州东西南联络线运行。
2021年6月25日，G695/696次列车延长至广州南站始发终到。这是在时隔五年之后，太原与广州间重新实现动车组直通。
2025年1月5日，配合张大客专太善村线路所至怀仁东段和大西高铁怀仁东至原平西段开通，本对列车延长至大同南站始发。

## 列车编组和交路

### 列车编组
G695/696次列车使用配属于太原局集团太原动车运用所的CRH380A。

### 车体交路
列车具体交路为（数据日期：2025年7月1日）：

出库→太原南至大同南DJ8532→大同南至广州南G695→广州南动车组运用所过夜→广州南至大同南G696→大同南至太原D5377→太原至太原动车组运用所0D5377。